# Alexander Muirhead
Alexander Muirhead (Barley Mill, 26 maggio 1848 – Shortlands, 13 dicembre 1920) è stato un ingegnere inglese.

## Biografia
Muirhead ha studiato per la sua laurea presso lo University College of London e poi lavorò presso il St Bartholomew's Hospital nel 1869-1872 dove registrò il primo elettrocardiogramma su un essere umano. È stato consulente scientifico della compagnia di suo padre, Latimer Clark, Muirhead & Co., progettando strumenti di precisione, e con HA Taylor ha brevettato il metodo Duplex per i segnali telegrafici da utilizzare nei cavi sottomarini.
In seguito collaborò con Sir Oliver Lodge allo sviluppo della telegrafia senza fili, vendendo i loro importanti brevetti a Marconi nel 1912. Diventò membro della Istituzione degli ingegneri elettrici nel 1877, fu eletto Fellow of the Royal Society nel 1904. Morì a Shortlands, Kent, il 13 dicembre 1920 e fu sepolto a West Norwood Cemetery.